# Renato Pilipović
Renato Pilipović (Fiume, 14 gennaio 1977) è un ex calciatore croato di ruolo centrocampista.

## Carriera

### Club
Iniziò la carriera professionistica nel 1995 nel Rijeka, squadra in cui militò fino al 1999. Dopo la parentesi fiumana passò alla Dinamo Zagabria dove in tre stagioni vinse un campionato e due coppe nazionali. 
Chiusa la prima parentesi croata si trasferì una stagione in Austria per poi tornare in patria tra le file del NK Zagabria. Giocò una stagione a Pola per poi passare nel Croatia Sesvete, squadra con la quale vinse la seconda divisione croata. Nel 2010 si ritirò definitivamente dal calcio giocato.

### Nazionale
Con i Mali vatreni ha partecipato all'Europeo di Slovacchia 2000.
Con la nazionale maggiore ha disputato solamente una partita amichevole nel 1999 contro il Messico.

## Statistiche

### Cronologia presenze e reti in nazionale
| Cronologia completa delle presenze e delle reti in nazionale ― Croazia | Cronologia completa delle presenze e delle reti in nazionale ― Croazia | Cronologia completa delle presenze e delle reti in nazionale ― Croazia | Cronologia completa delle presenze e delle reti in nazionale ― Croazia | Cronologia completa delle presenze e delle reti in nazionale ― Croazia | Cronologia completa delle presenze e delle reti in nazionale ― Croazia | Cronologia completa delle presenze e delle reti in nazionale ― Croazia | Cronologia completa delle presenze e delle reti in nazionale ― Croazia |
| Data                                                                   | Città                                                                  | In casa                                                                | Risultato                                                              | Ospiti                                                                 | Competizione                                                           | Reti                                                                   | Note                                                                   |
| ---------------------------------------------------------------------- | ---------------------------------------------------------------------- | ---------------------------------------------------------------------- | ---------------------------------------------------------------------- | ---------------------------------------------------------------------- | ---------------------------------------------------------------------- | ---------------------------------------------------------------------- | ---------------------------------------------------------------------- |
| 16-6-1999                                                              | Seul                                                                   | Croazia                                                                | 2 – 1                                                                  | Messico                                                                | Amichevole                                                             | -                                                                      | 65’                                                                    |
| Totale                                                                 |                                                                        | Presenze                                                               | 1                                                                      |                                                                        | Reti                                                                   | 0                                                                      |                                                                        |

## Palmarès
- Campionato croato: 1

Dinamo Zagabria: 1999-2000
- Coppa di Croazia: 2

Dinamo Zagabria: 2000-2001, 2001-2002
- Druga hrvatska nogometna liga: 1

Croatia Sesvete: 2007-2008